# Эль-Гранде (дерево)

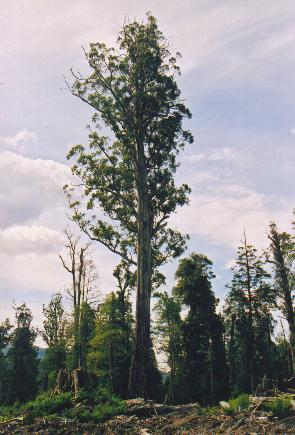
Фото в 2000 года

Эль-Гранде (El Grande) — большой эвкалипт царственный, произраставший в Тасмании в верховьях реки Деруэнт. Имя дано Обществом дикой природы. Исчез из-за пожара в декабре 2003 года.
При высоте около 79 м и объёме 439 м3 на момент обнаружения являлся крупнейшим по объёму деревом Австралии и самым большим в мире древовидным цветковым растением.
В возрасте около 350 лет в апреле 2003 года было повреждено пожаром, возникшим из-за сжигания древесных отходов вблизи деревьев. В декабре того же года дерево погибло. Гибель дерева, использовавшегося как символ борьбы с вырубкой лесов Обществом дикой природы, привлекла большое внимание и стала символом уничтожения лесов Тасмании.
В конце 2003 года Лесное управление Тасмании приняло решение лишить индивидуальных названий гигантские деревья штата, но позже это решение было отменено. Другие гигантские деревья в окрестностях Эль-Гранде именуются Центурион, Триарий, Часовня и Посох Гэндальфа. Они находятся под защитой Лесного управления Тасмании.